# Nezumia africana
Nezumia africana är en fiskart som först beskrevs av Iwamoto, 1970.  Nezumia africana ingår i släktet Nezumia och familjen skolästfiskar. Inga underarter finns listade i Catalogue of Life.